# آدلاید لامبرت
آدلاید لامبرت (به انگلیسی: Adelaide Lambert) (زادهٔ ۲۷ اکتبر ۱۹۰۷) شناگر اهل ایالات متحده آمریکا است.